# Micrambyx ferreroi
Micrambyx ferreroi là một loài bọ cánh cứng trong họ Cerambycidae.